# Анетт (ім'я)
Анетт (англ. Anett) — жіноче ім'я. Серед відомих людей на ім'я Анетт:
- Анетт Дитрт — німецька фігуристка чеського походження.
- Анетт Контавейт — естонська тенісистка
- Анетт Норберг — шведська керлінгістка, дворазова олімпійська чемпіонка.
- Анетт Ользон — шведська співачка.
- Анетт Шуттінґ — естонська тенісистка